# NGC 7158
NGC 7158 — тройная звезда в созвездии Козерог.
Этот объект входит в число перечисленных в оригинальной редакции «Нового общего каталога».